# Fleet (rzeka)
Fleet (ang. River Fleet) – rzeka podziemna w środkowym Londynie, na terenie City of London oraz gminy Camden, lewostronny dopływ Tamizy. Płynie kanałami podziemnymi zbudowanymi w XVIII i XIX wieku.
Rzeka powstaje z połączenia dwóch strumieni, których źródła znajdują się na terenie parku Hampstead Heath, po przeciwnych stronach wzgórza Parliament Hill. Oba strumienie przepływają przez sztuczne stawy (Highgate Ponds i Hampstead Ponds), po czym wpływają do podziemnych kanałów, które prowadzą do Camden Town, gdzie się one łączą. Stamtąd rzeka płynie przez King’s Cross, następnie pod ciągiem ulic Farringdon Road i Farringdon Street, do ujścia. Wylot kanału znajduje się pod mostem Blackfriars Bridge.
Była to znacząca rzeka, uchodząca do Tamizy szerokim estuarium. W okresie rzymskim (I–V w.) funkcjonował na niej młyn pływowy. W średniowieczu wykorzystywana jako otwarty ściek, uległa zanieczyszczeniu fekaliami oraz odpadami z pobliskich garbarni oraz targu mięsnego. W 1290 roku mnisi z położonego nieopodal klasztoru Whitefriars skarżyli się na „cuchnące wyziewy z rzeki Fleet”.
Rzeka Fleet wykorzystywana była jako szlak transportowy, jednak żeglowność utrudniało postępujące zamulenie oraz zanieczyszczenie odpadami. Po wielkim pożarze Londynu (1666) Christopher Wren podjął się regulacji ujściowego odcinka rzeki, który otrzymał nazwę New Canal („nowy kanał”), oraz budowy nabrzeży portowych i czterech zdobionych mostów, wzorując się na weneckim Canal Grande.
W 1732 roku rozpoczął się proces zakrywania odcinków rzeki, m.in. ze względów sanitarnych. Rzeka Fleet stopniowo włączona została do sieci kanalizacyjnej. W 1766 roku zakryte zostało ujście rzeki, a w jego miejscu zbudowany został Blackfriars Bridge. Jako ostatni w latach 60./70. XIX wieku pod ziemią znalazł się górny odcinek rzeki w dzielnicy Hampstead.